# Pfarrkirche Mörschwang

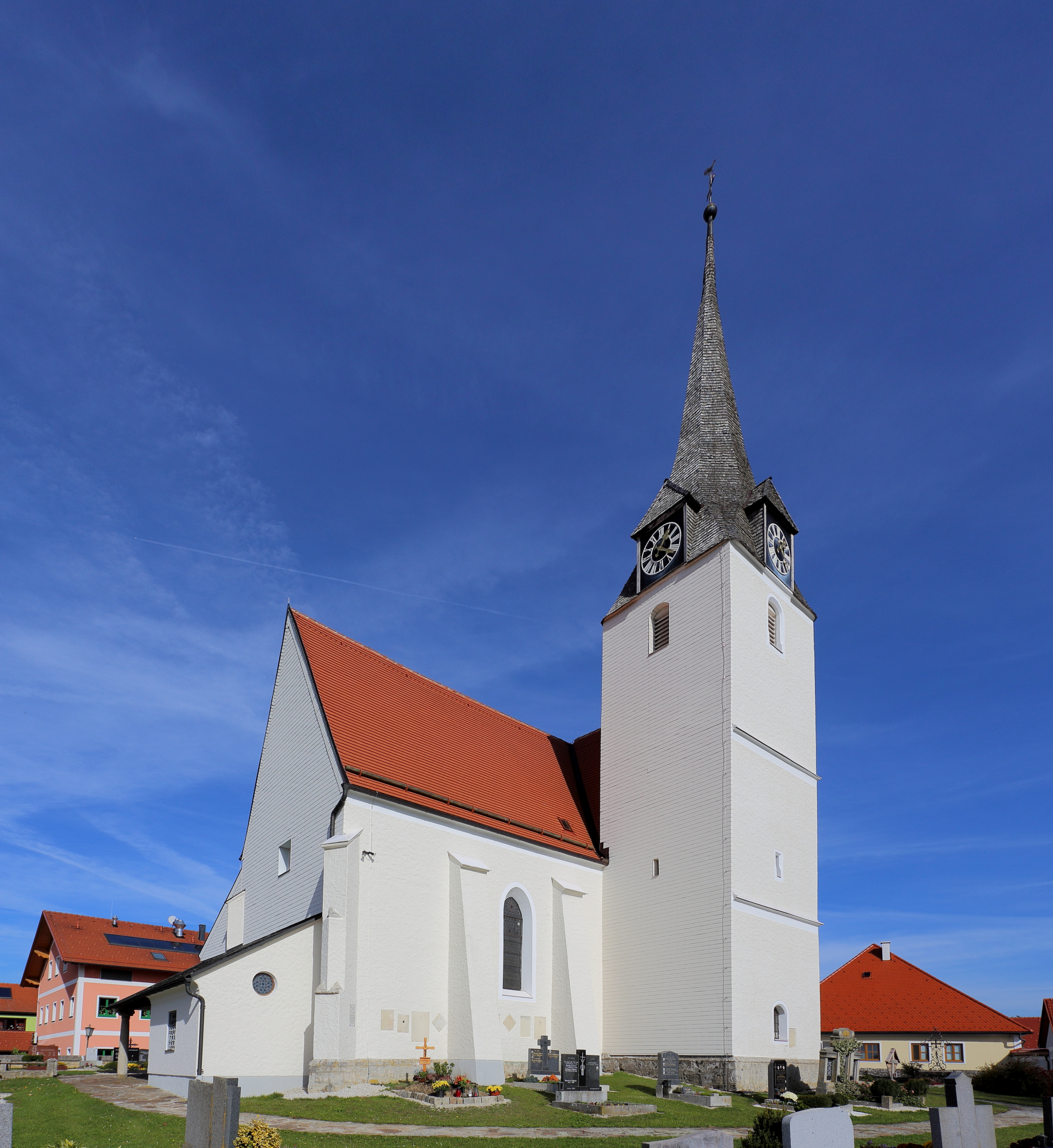
Kath. Pfarrkirche hl. Margarethe in Mörschwang

Die Pfarrkirche Mörschwang steht in der Gemeinde Mörschwang in Oberösterreich. Die römisch-katholische Pfarrkirche hl. Margarethe gehört zum Dekanat Altheim in der Diözese Linz. Die Kirche und der Friedhof stehen unter Denkmalschutz.

## Geschichte
Eine Kirche wurde um 1130 urkundlich genannt. Eine Kirche wurde 1523 geweiht.

## Architektur
Der gotische Kirchenbau hat am Langhaus einfache halb eingezogene Strebepfeiler und am Chor reich abgestufte Strebepfeiler. An das einschiffige dreijochige Langhaus schließt ein gleich breiter dreijochiger Chor mit einem Fünfachtelschluss. Die Gewölbe ruhen auf Halbkreisdiensten und zeigen überall sechsteilige Rautensterne. Die Westempore mit zwei Geschoßen aus Holz ist aus 1765 und zeigt an der Brüstung Gemälde mit Szenen aus der Margaretenlegende. Der Sakristeiportal ist spätgotisch verstrebt. Der massive Turm im südlichen Chorwinkel trägt einen Spitzhelm.
Die Friedhofsmauer hat eine Keilsteinabdeckung.

## Ausstattung
Der Hochaltar aus 1702 trägt zwei spätgotische niederbayrische Statuen Barbara und Katharina um 1510. Den Rokoko-Tabernakel schuf Johann Ferdinand Schwanthaler. Das Altarbild von Ignaz Jäger aus Wildenau (1823) wurde 1919 restauriert. Die Seitenaltäre um 1670 sind wohl von Thomas Schwanthaler und wurden 1922/1923 restauriert. Ein ehemaliges Hochaltarbild schuf Johann Paul Vogl (1702). Die Kanzel ist klassizistisch aus dem Ende des 18. Jahrhunderts. Das barocke Kruzifix im Chor ist aus der Mitte des 18. Jahrhunderts. Es gibt eine Grabplatte zu Johanna Tochter des Hartneitz von Losenstein aus dem zweiten Viertel des 14. Jahrhunderts mit einer eingeritzten Ganzfigur der Verstorbenen.
Eine Glocke wurde 1575 gegossen.